# Thiomargarita
Genre
Espèces de rang inférieur
- Thiomargarita magnifica
- Thiomargarita namibiensis
- Ca. Thiomargarita nelsonii
- Ca. Thiomargarita joergensii

Thiomargarita est un genre bactérien de la famille des Thiotrichaceae comprenant des bactéries soufrées vacuolées.

## Description

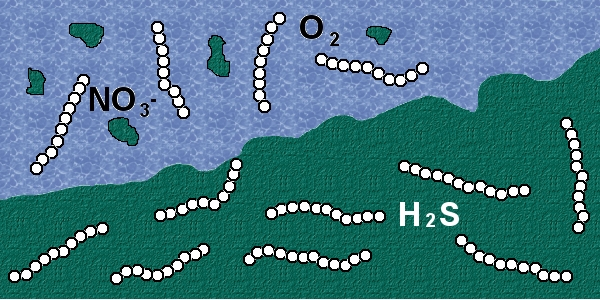
Thiomargarita namibiensis, collecte le nitrate et l'oxygène dans l'eau au-dessus du fond quand elle est (re)mise en suspension dans la colonne d'eau. Sinon, elle collecte le sulfure dans les sédiments.

Les représentants de ce genre peuvent être trouvés dans une variété d'environnements riches en sulfure d'hydrogène, y compris les suintements froids, les volcans d'asphalte, les bassins de saumure et les sédiments riches en matière organique tels que ceux trouvés sous le courant de Benguela et le courant de Humboldt[réf. souhaitée].
Ces bactéries sont généralement considérées comme des chimiolithotrophes, utilisant des espèces inorganiques réduites de soufre comme donneurs d'électrons métaboliques pour produire l'énergie nécessaire à la fixation du carbone dans la biomasse. La fixation du carbone se produit via le cycle de Calvin-Benson-Bassham et éventuellement le cycle de Krebs inverse.

## Taxonomie
Thiomargarita signifie « perle de soufre » en latin. Ce nom fait référence à l'apparence des cellules. En effet, elles contiennent des granules de soufre microscopiques qui diffusent la lumière incidente, conférant à la cellule un lustre nacré.

## Espèces
Le genre Thiomargarita comprend les espèces Thiomargarita namibiensis, Ca. Thiomargarita nelsonii et Ca. Thiomargarita joergensii. 
En 2022, des scientifiques travaillant dans une mangrove en Guadeloupe ont découvert un membre extrêmement grand du genre, provisoirement appelé Thiomargarita magnifica, dont les cellules centimétriques (jusqu'à 2 centimètres de longueur) sont facilement visibles à l'œil nu,. C'est la plus grande bactérie jamais découverte. Le record précédent était détenu par Thiomargarita namibiensis. Cette dernière, qui appartient au même genre de la famille des Thiotrichaceae au sein des protéobactéries, a une taille qui peut atteindre les 750 micromètres (la moyenne étant de 180 μm),.